# 퇴르벨
퇴르벨(독일어: Törbel)은 스위스 발레주 피스프구의 지자체다. 가장 높은 지점은 2,972m에있는 아우구스트보르드호른의 정점이다.

## 역사
퇴르벨은 1034년에 Dorbia로 처음 언급되었다.

## 지리
퇴르벨은 2011년 현재 면적이 17.6k㎡이다. 이 중 33.6%가 농업용으로 이용되는 반면 37.6%는 산림이다. 나머지 토지 중 2.8%가 정착(건축물이나 도로)되고 26.0%가 비생산적인 토지다.
지자체는 슈탈덴 위 피스프 계곡의 피스프 구역에 위치한다. 퇴르벨 마을과 버지, 펠드, 브루넨의 마을과 6개의 추가 정착지로 이루어져 있다.

## 인구통계
2020년 12월 기준, 퇴르벨은 인구가 498명이다. 2008년 현재 인구의 1.8%가 거주 외국인이다. 2000년부터 2010년까지 지난 10년 동안 인구는 -10.3%의 비율로 바뀌었다. 이주 등으로 -4%, 출생·사망 등으로 -2.2%의 비율로 바뀌었다.
2000년 기준, 인구 대부분인 494명(99.2%)이 독일어를 모국어로 사용하고, 나머지는 세르보크로아티아어를 사용한다.
2008년 기준 인구는 남성 50.5%, 여성 49.5%로 나타났다. 인구는 스위스 남성 244명(인구 49.9%)과 스위스인이 아닌 남성 3명(0.6%)으로 구성됐다. 스위스 여성은 240명(49.1%), 스위스인이 아닌 여성은 2명(0.4%)이었다. 자치구 인구 중 약 83.1%인 414명이 퇴르벨에서 태어나 2000년에 거주했다. 같은 깡통에서 태어난 사람은 45~9.0%인 반면 스위스 다른 곳에서 태어난 사람은 23명(4.6%)이었고, 스위스 외 지역에서 태어난 사람은 8명(1.6%)이었다.
2000년 기준 아동·청소년(0~19세)이 전체 인구의 27.5%를 차지하고 있으며, 성인(20~64세)이 54%, 노인(64세 이상)이 18.5%를 차지하고 있다.
2000년 현재 이 자치단체에는 미혼이거나 독신인 사람이 215명이다. 기혼자 238명, 미망인은 37명, 이혼자 8명이었다.
2000년 현재 자치단체에는 182가구의 민간 가구가 있으며, 가구당 평균 2.7명이 거주하고 있다. 1인 가구만 48가구, 5인 이상 가구만 26가구였다. 2000년에는 총 172가구(전체의 47.8%)의 아파트가 영구 입주했으며, 계절별로 입주한 아파트는 163가구(45.3%), 빈 아파트는 25가구(6.9%)로 집계됐다. 2009년 기준 신규 주택의 건설율은 입주자 1,000명당 4.1가구다. 2010년 지방자치단체의 공실률은 3.92%이다.
과거 인구는 다음 차트에 제시되어 있다.

## 국가 중요 문화재

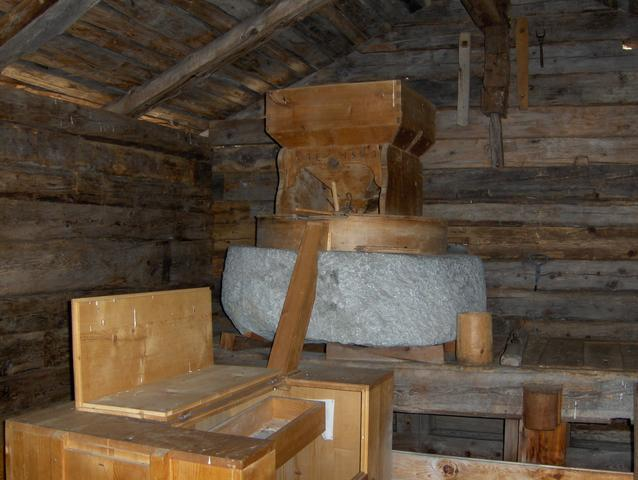
퇴르벨의 방앗간

퇴르벨의 방앗간은 국가적으로 중요한 스위스 문화유산으로 등재되어 있다. 퇴르벨 마을 전체와 부르케와 펠트 마을은 모두 스위스 문화 유산 목록에 포함되어 있다.

## 정치
2007년 연방 선거에서 가장 인기 있는 정당은 83.59%의 표를 얻은 CVP였다. 다음으로 인기 있는 정당 3당은 SVP(11.9%), 녹색당(1.59%), SP(1.53%) 순이었다. 연방선거에서는 총 244표가 투표했으며, 투표율은 59.1%를 기록했다.
2009년 국무원 선거에서는 총 281표가 투표했으며, 이 중 8표(약 2.8%)가 무효표였다. 투표 참여율은 70.6%로 주 평균인 54.67%보다 훨씬 많았다. 2007년 스위스 국가평의회 선거에서는 총 241표가 투표되었으며, 이 중 5표(약 2.1%)가 무효였다. 유권자 참여율은 60.3%로 주 평균 59.88%와 비슷했다.

## 경제
2010년 현재 퇴르벨의 실업률은 0.8%이다. 2008년 현재 1차 경제 분야 종사자는 93명, 이 분야 종사자는 약 42명이며, 2차 분야 종사자는 14명, 이 분야 종사자는 2명이었다. 3차 업종에 53명이 취업했고, 이 업종에는 9개 업종이 취업했다. 어느 정도 채용된 자치단체 거주자는 216명으로 이 중 여성이 37.5%를 차지했다.
2008년 정규직 등가 일자리의 총수는 83개였다. 1차 부문의 일자리는 34개로 모두 농업 분야였다. 2차 부문의 일자리는 10개로 모두 제조업에 종사했다. 3차 부문의 일자리는 39개였다. 3차 부문에서는 도소매업이나 자동차 수리업, 상품 이동 및 보관업, 호텔이나 식당업, 3차 또는 7.7%의 교육업종이 2개(5.1%), 2개(5.1%)인 21명(53.8%)은 교육업종이었다.
2000년에는 시군에 통근한 근로자가 9명, 통근한 근로자가 149명이었다. 시군은 노동자 순수출국으로, 1인당 약 16.6명의 노동자가 시군을 떠나고 있다. 노동인구 중 34.3%는 출근을 위해 대중교통을 이용했고 44%는 자가용을 이용했다.

## 민족학
1981년 미국의 인류학자 로버트 맥씨. 네팅은 마을 주민들과 그들의 환경 사이의 생태적 균형을 연구한 퇴르벨의 인종학 "Balance on the Alp"을 출판했다. 그는 인구통계학적 데이터가 잘 문서화된 지역에서 나이지리아 코피아르족에 대한 그의 초기 연구에서 발달한 인구와 농업의 강화의 관계를 더욱 문서화하기 위한 연구에 착수했다. 네팅은 소개문에서 스위스 민족학자이자 농업학자였던 프리드리히 고틀리브 스테블러의 모노그래프에서 " 그중 가장 큰 것이 퇴르벨이었던 비스페탈의 여러 마을"에 대한 묘사에 의해 퇴르벨로 인도되었다고 썼다.

## 종교
2000년 인구조사에서 95.0%인 473명이 로마 가톨릭 신자였고, 5명 또는 1.0%가 스위스 개혁 교회에 속해 있었다. 나머지 인구 중 다른 기독교 교회에 속한 개인은 1명이었다. 다른 교회에 소속된 사람은 2명이었다. 10명(또는 인구의 약 2.01%)은 교회가 없고 불가지론자 또는 무신론자였으며, 7명(또는 인구의 약 1.41%)은 질문에 대답하지 않았다. 2008년 카일라시 국제 수련회 센터 이후, 퇴르벨에는 새로운 카담파 전통의 불교 수련회 센터가 위치해 있다.

## 교육
퇴르벨에서는 인구의 약 137명(27.5%)이 비필수 상위 중등교육을 이수했고, 9명(1.8%)이 추가 고등교육(대학 또는 응용학문대학)을 이수했다. 3차 교육을 수료한 9명 중 77.8%가 스위스 남성이었고, 22.2%가 스위스 여성이었다.
2010-2011학년 동안 퇴르벨 학교 시스템에는 총 38명의 학생들이 있었다. 발레주의 교육 제도는 어린이들이 의무 없는 유치원을 1년 동안 다닐 수 있게 한다. 그 학년 동안 유치원 1교시(KG1 또는 KG2)와 유치원생 10명이 있었다. 주의 학교 시스템은 학생들이 초등학교 6년 동안 다니도록 요구한다. 퇴르벨에는 총 3개 반 38명의 학생이 초등학교에 있었다. 중등교육은 3년제 하급, 의무교육( 오리엔테이션 수업)으로 구성되며, 3~5년제 선택형 고급학교가 그 뒤를 잇는다. 퇴르벨에서 온 모든 하급 및 상위 중등학생들은 이웃 자치단체에 있는 그들의 학교에 다닌다.
2000년 현재, 퇴르벨에서 35명의 학생들이 시 외곽에 있는 학교에 다녔다.

## 교통
퇴르벨은 교통이 잘 발달되어 있다. 도로는 슈탈든에서 퇴르벨, 무스알프로 이어진다. 퇴르벨은 뷔르헨 또는 체네겐을 통해서도 갈 수 있지만, 여름에만 무스알프를 통해서만 가능하다.
정기적인 포스트버스 서비스는 퇴르벨과 슈탈든(피스프와 체르마트 행 기차 연결)을 연결하고 여름에는 무스알프(–뷔르헨)와 연결한다.

## 자매 도시
퇴르벨은 리히텐슈타인의 트리젠 마을과 자매 도시이다.